# École noire

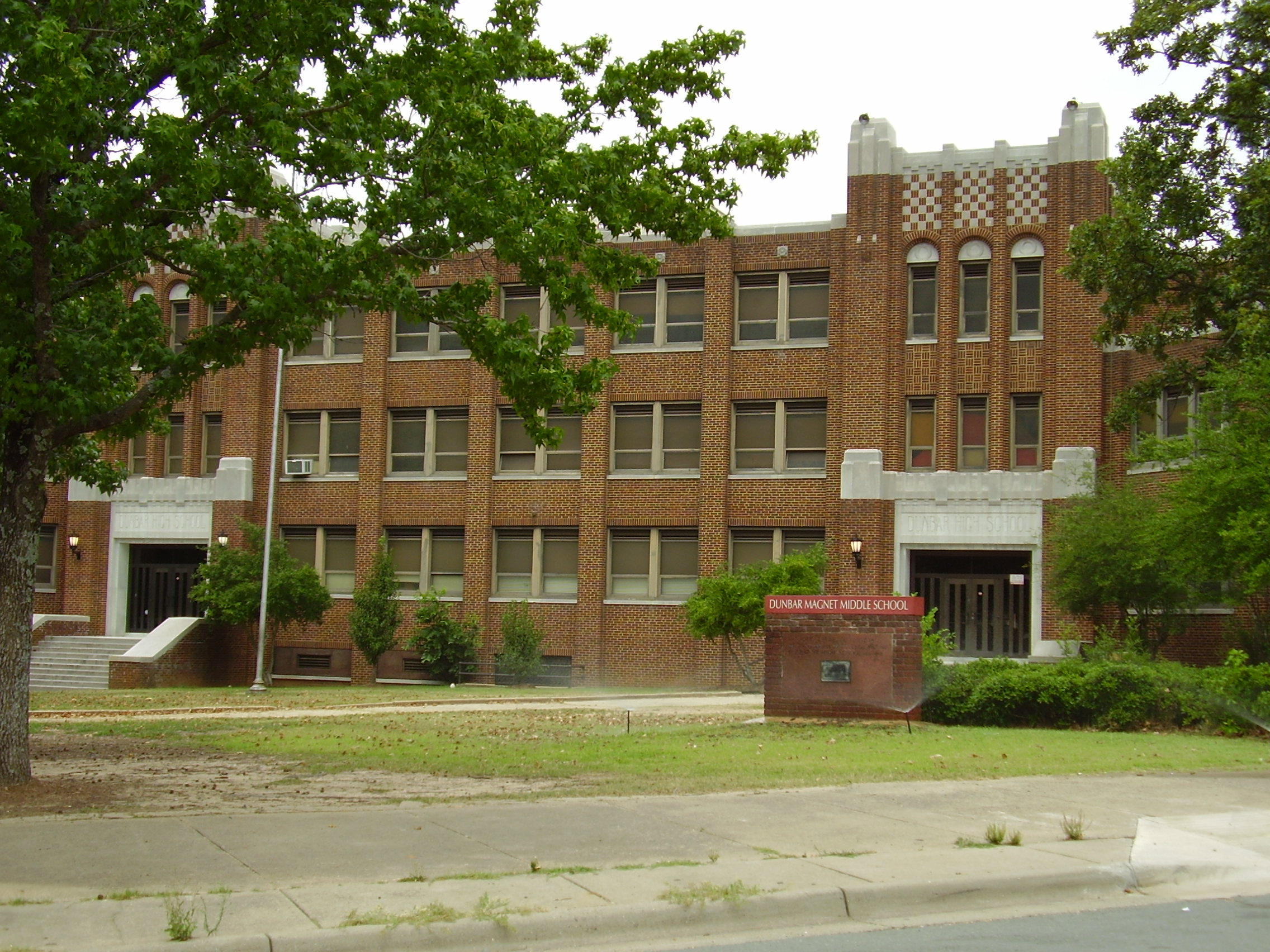
Paul Laurence Dunbar Junior and Senior High School, ancienne école noire située à Little Rock (Arkansas)).

Les écoles noires sont des écoles réservées aux Noirs.
Aux États-Unis, elles sont apparues dans le Sud des États-Unis à la suite de la guerre de Sécession et de la reconstruction après la guerre de Sécession. Elles ont été établies dans les politiques publiques de certains états sudistes afin de séparer les « races » et de maintenir la suprématie blanche. En conséquence, la plupart des écoles noires bénéficiaient de moyens très modestes. Malgré cela, certaines d'entre elles, telles la Dunbar High School (en) (Washington, D.C.), la Dudley High School (en) (Greensboro (Caroline du Nord)) et la Paul Laurence Dunbar Junior and Senior High School (en) (Little Rock (Arkansas)), sont devenues des références dans le domaine éducatif.
Au Canada, les écoles noires apparaissent au milieu du XIXe siècle à l'aide de lois consolidant l'existence d'écoles séparées. La dernière école noire de ce pays aurait été fermée lors des années 1960. Cependant, à la suite d'une lutte de la communauté afro-canadienne de Toronto, une nouvelle école noire, Africentric, a été ouverte en septembre 2009.